# Katharina von Zimmern

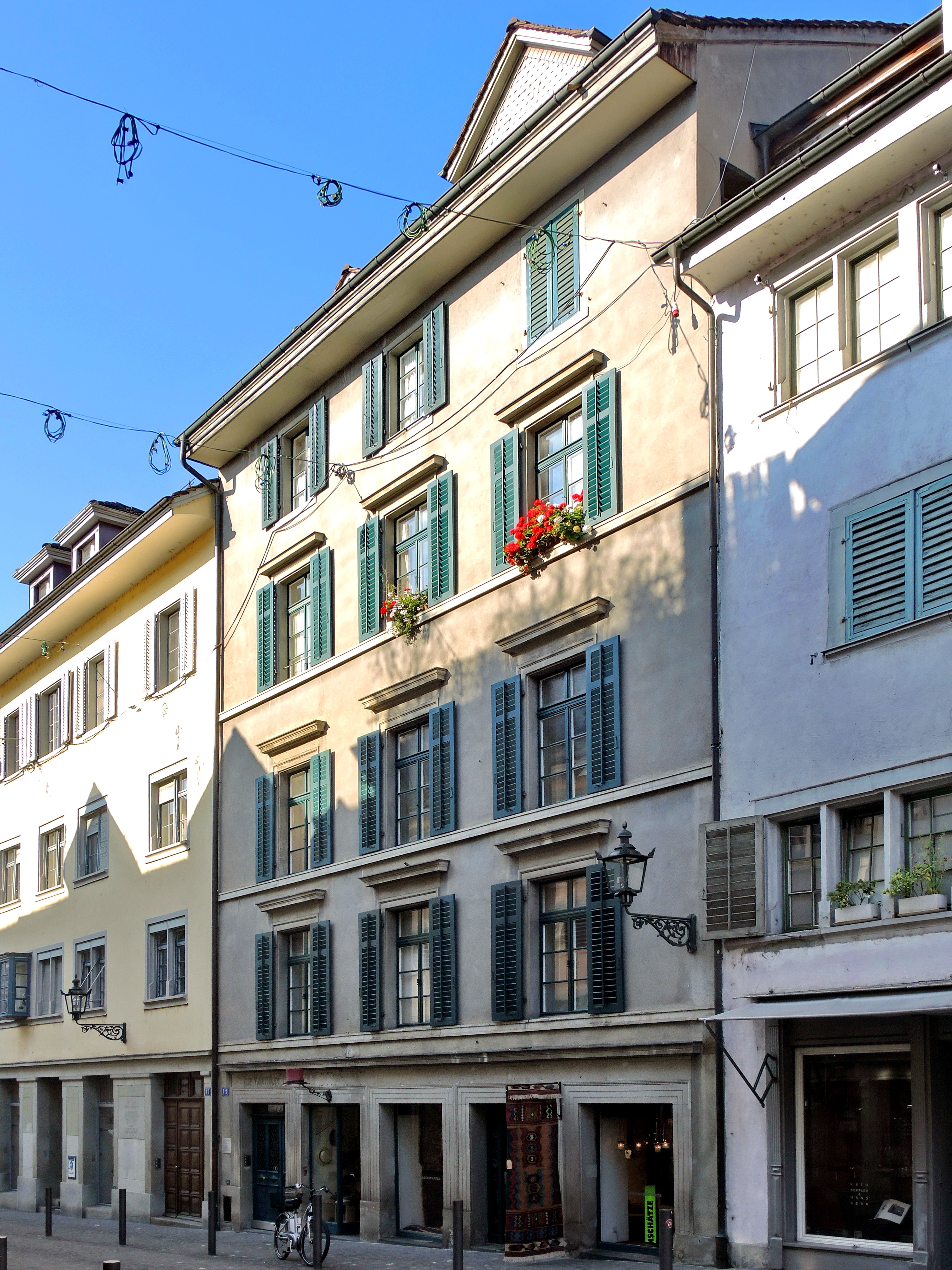
Maison Mohrenkopf, Neumarkt 13

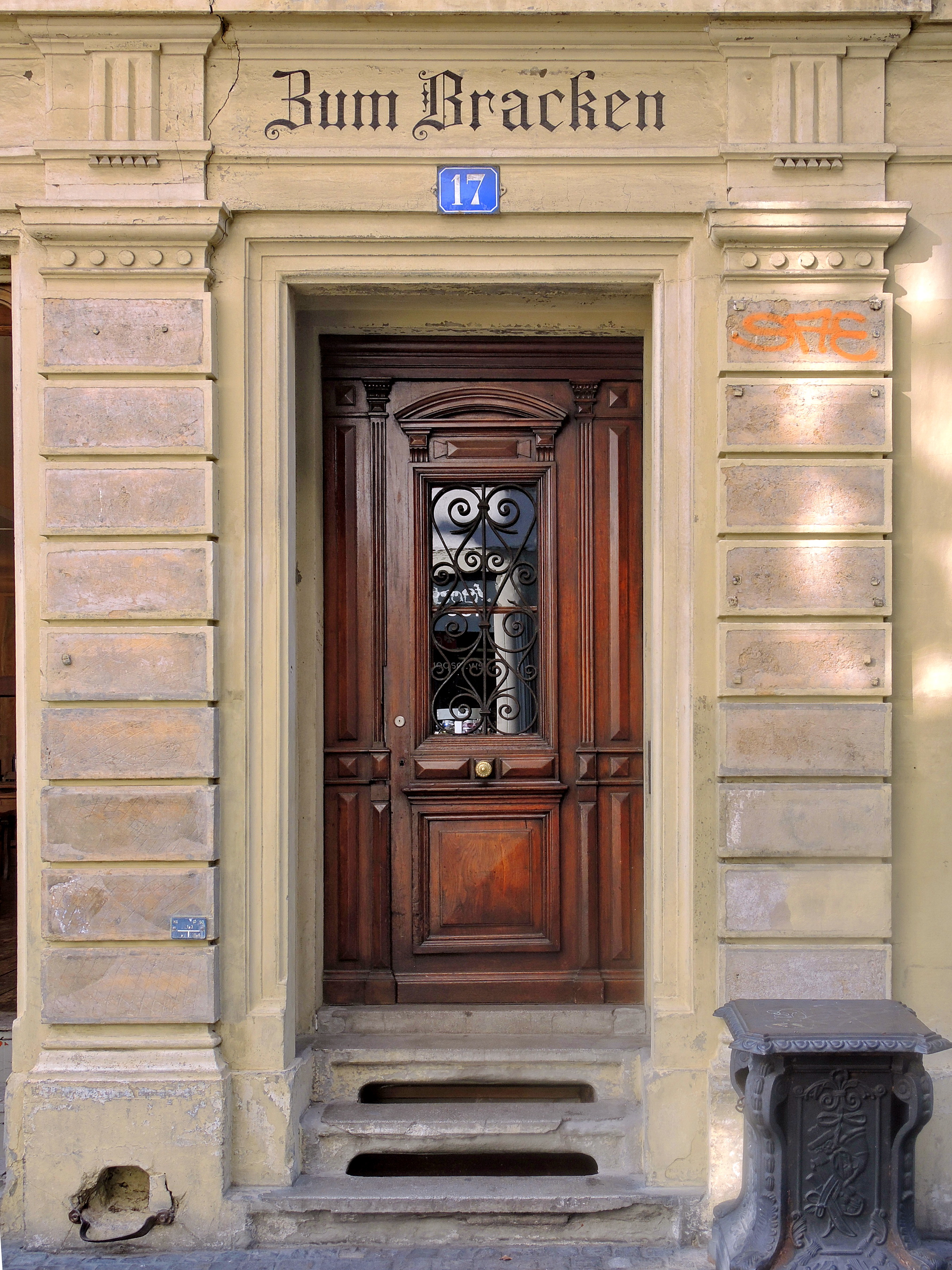
Bâtiment Bracken, Oberdorfstrasse 17

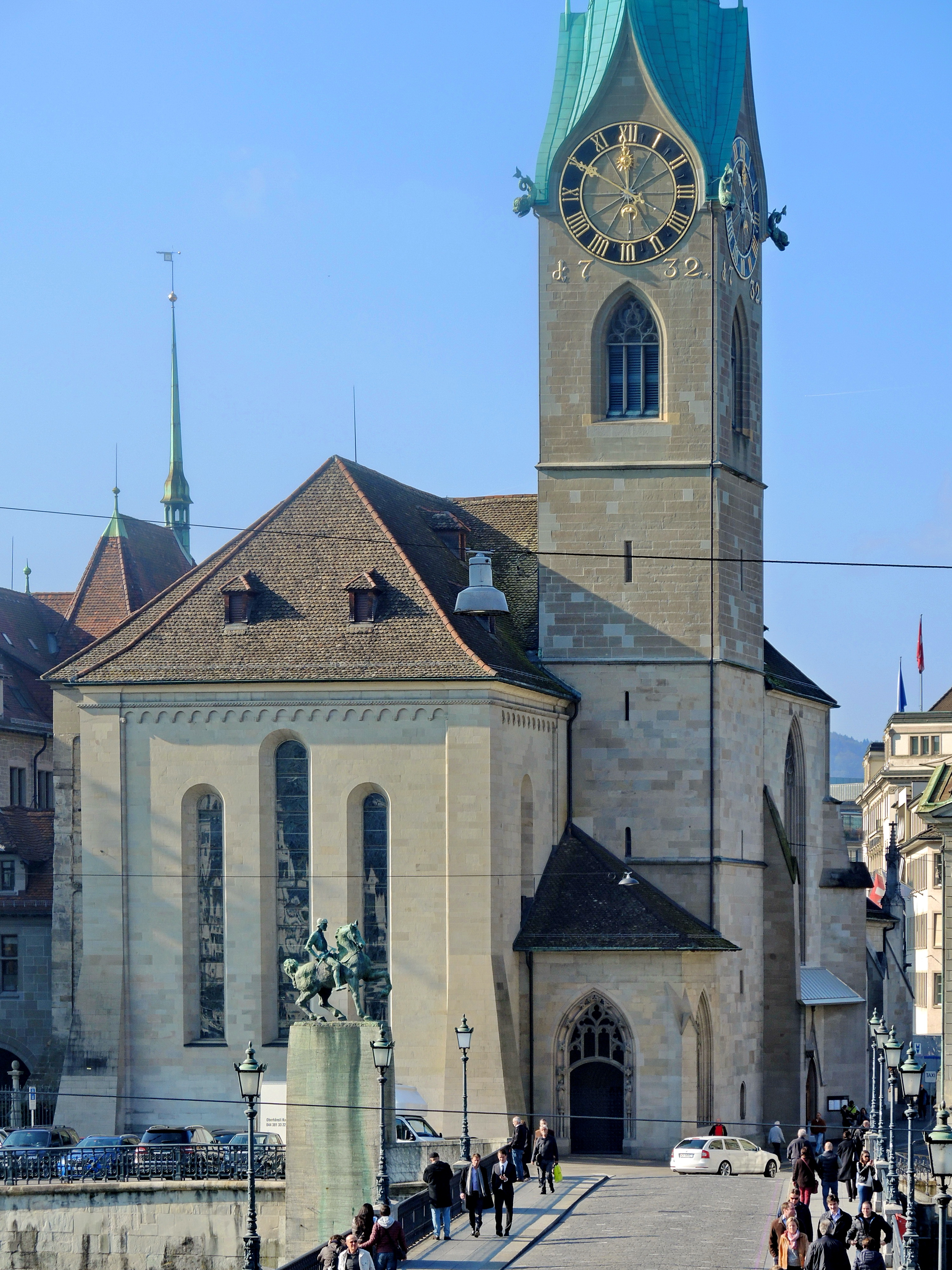
Fraumünster

Katharina von Zimmern, née en 1478 et morte le 17 août 1547), également connue sous le nom d' abbesse impériale de Zurich et Katharina von Reischach, est la dernière abbesse de l'abbaye de Fraumünster à Zurich.

## Biographie

### Jeunesse
Katharina von Zimmern est née en 1478 dans la riche famille noble du sud de l'Allemagne. Elle est la fille du baron Hans Werner von Zimmern et de la comtesse Margarethe von Œttingen. Katharina fut la quatrième fille et avait quatre autres frères et deux sœurs. Son père était amateur de  chasse, jouait de plusieurs instruments de musique et était au service du duc Sigmund du Tyrol. En 1488, il perdit la faveur de l'empereur Frédéric III en raison d'intrigues et fut contraint de fuir avec sa famille. Kathrina a survécu à une évasion aventureuse avec sa mère et ses frères et sœurs à Weesen sur les rives du Walensee. Elle y rencontra probablement en 1490 Ulrich Zwingli, 6 ans, qui avait été confié à son oncle, le curé de la paroisse. Le père de Kathrina essaya de la placer, elle et sa sœur aînée, à l'abbaye de Fraumünster à Zurich, réservée aux femmes aristocratiques. Soutenu par Albrecht von Bonstetten, le doyen de l'abbaye d'Einsiedeln permit aux deux jeunes femmes d'entrer dans la vie monastique en 1491 et 1494 respectivement. Cependant, des conditions moralement douteuses régnaient dans l'abbaye et les jeunes filles étaient agressées par des prêtres, de sorte que Katharina et sa sœur retournèrent pour une courte période chez leur famille.

### Abbesse de l'abbaye de Fraumünster
En 1496, alors que Katharina avait 18 ans, elle fut élue abbesse. Le couvent suivant encore la règle bénédictine, les femmes nobles y avaient une vie relativement libre. De vastes terres avec de nombreux sujets se trouvaient placées sous l'autorité de Katharina von Zimmern. Elle exerçait tous les droits d'agir, d'acheter et de vendre des biens, ainsi que l'ancienne prérogative de miséricorde dans la ville et le droit d'élire le maire, voire d'accorder la grâce sur les condamnations à mort. Katharina von Zimmern a réorganisé les finances de l'abbaye, a essayé d'obtenir à nouveau l'ancien droit de monnayage de la ville et a été très active dans la construction et l'art.
Elle a dirigé la construction des bâtiments de l'abbaye, qui existaient jusqu'en 1898, ainsi que la peinture intérieure de l'ancienne chapelle mariale du Fraumünster, qu'elle dota également d'une cloche avec des inscriptions humanistes. Elle pourrait également avoir été l'une des protectrices de Hans Leu l'Ancien, selon un document datant d'environ 1500. Deux des belles salles richement décorées connues sous le nom de Hof der Äbtissin, où l'abbesse accordait l'audience, ont été installées en 1892 au Musée national suisse.
Au cours de son mandat de 28 ans en tant qu'abbesse, Katharina a rarement été mentionnée dans les registres du conseil municipal, car son règne n'a apporté aucune plainte dans la ville de Zurich. Contrairement à ses prédécesseurs, elle a dirigé l'abbaye avec succès, tact et discrétion. En 1503, quatre jeunes femmes nobles entrèrent au couvent, de sorte que leur nombre fut porté à sept. L'abbaye comprenait également une école qui a été reconstruite sous son abbatiat. Bien que les abbesses de la fin du Moyen Âge aient largement perdu leur influence politique, Katharina était encore officiellement la maîtresse de la ville de Zurich et donc le premier représentant de la ville, c'est-à-dire que tous les invités officiels étaient d'abord accueillis par elle. En tant que Reichsfürstin (princesse impériale), l'abbesse faisait partie d'un groupe restreint d'environ 100 personnes se trouvant hiérarchiquement directement au-dessous des princes-électeurs.
Vivant en période de transition, Katharina von Zimmern a permis à Oswald Myconius, un ami proche de Zwingli, d'enseigner le latin aux femmes de l'école de la cathédrale. En janvier 1519, Ulrich Zwingli, à l'église de Grossmünster, commença à mettre l'Évangile au centre de la messe et à traduire la Bible en langue allemande. Zwingli a écrit à propos de Katharina von Zimmern : "Elle appartient au parti du Christ et ne me refuse aucun soutien." En 1523, les événements de la Réforme se précipitent dans la ville de Zurich. Après des débats à l'assemblée communale, les églises ont été vidées de leurs décorations et la plupart des sculptures de saints ont été entreposées dans la Wasserkirche. Le conseil municipal autorisa la fermeture des monastères. La plupart des femmes quittèrent l'abbaye de Fraumünster, et les quatre nobles restantes du couvent retournèrent dans leurs familles. Katharina resta seule avec son assistante au monastère et, sans communauté monastique au milieu d'une ville réformée, il s'avéra impossible de continuer une vie monastique conforme aux règles bénédictines.
Le 8 décembre 1524, à l'occasion de la fête de l'Immaculée Conception, Katharina von Zimmern transmit la possession de l'abbaye à la ville de Zurich. Deux documents attestent de cet acte important : la renonciation du 30 novembre et l'acte de cession du 8 décembre. L'acte de transfert, rédigé sur parchemin, avec tous les actifs et droits certifiés par Katharina von Zimmern, confirmait le transfert de l'abbaye à la ville. Quelques jours après la renonciation, Zürich dissout tous les autres monastères et saisit leurs biens. Cela n'est devenu possible qu'après que l'abbesse eut accepté la mise en œuvre pacifique de la Réforme dans la ville de Zurich.

### Dernières années
En 1524, Katharina von Zimmern a 46 ans et sa famille encore catholique romaine avait rompu avec elle. Elle possède la citoyenneté de la ville de Zurich, a conservé le droit de séjour dans l'abbaye et a reçu de la ville une pension confortable. Mais elle recommença une nouvelle vie : quelques mois après la dissolution de l'abbaye, elle épousa Eberhard von Reischach et donna naissance, malgré leur âge avancé, à deux enfants, une fille et un fils décédés prématurément. Zwingli décrit dans une lettre à Katharina Vadian la préoccupation majeure de la famille. Eberhard von Reischach était membre d'une famille noble pauvre de Hegau, avait 15 ans de plus que Katharina et était au service du duc de Wurtemberg. En tant que chef mercenaire, il avait combattu dans la guerre de Souabe en 1499 pour Zurich et avait ainsi acquis la citoyenneté de la ville en 1500. Il s'est marié avec Verena Göldli de qui il eut quatre enfants et a dû quitter Zurich. Veuf et banni de Zurich, Reischach vécut à Schaffhouse, où Katharina déménagea avec lui, avant de partir, deux ans plus tard, à Diessenhofen. En 1529, les guerres de Kappel commencèrent, Reischach fut réintégré au service de la ville et la famille retourna à Zurich. Eberhard mourut dans la bataille de Kappel le 11 octobre 1531.
Devenue veuve, Katharina acheta la maison Bracken, dans l'Oberdorfstrasse à Zürich et plus tard la maison Mohrenkopf dans la Neumarkt, où elle vécut avec sa fille. Avec Anna Reinhart, épouse de Zwingli, Katharina von Zimmern a fait partie de la guilde Constaffel.
Dans un document du conseil municipal de Zurich, Katharina von Zimmern a été mentionnée comme médiatrice liée à une affaire financière entre la ville de Lucerne, Aegeri, et l'église Fraumünster le 31 juillet 1545. Elle était toujours très respectée et figurait dans les livres de comptes de la ville classée Eptissin (abbesse). Sa fille Anna a épousé Heinrich von Mandach, qui possédait la maison voisine à Neumarkt. Le 17 août 1547, Katharina von Zimmern mourut chez elle. Pendant longtemps, la date du décès n'a pas été connue, bien qu'elle ait été mentionnée dans une pièce jointe du livre du conseil. Il n'existe aucune indication du lieu où Katharina von Zimmern est enterrée.

### Rôle dans laRéforme protestante à Zurich
Katharina von Zimmern autorisa Zwingli à prêcher au Fraumünster tous les vendredis, jour de marché, sur la place de Münsterhof, lui permettant de toucher les agriculteurs et commerçants des villages environnants. Cela permit de les familiariser avec le message de la Réforme. Katharina a donc contribué à la diffusion de la Réforme et en a peut-être activement soutenu le processus, tout en remettant l'abbaye à la ville pour empêcher les violences qui auraient pu accompagner le processus. Elle a épousé l'un des disciples de Zwingli et, en tant que veuve, elle est restée dans la ville et a participé activement à la nouvelle église réformée du canton de Zurich.

### Äbtissinenstube
En plus de la décoration intérieure du dortoir du couvent d'Oetenbach, l'Äbtissinnenstuben de l'abbaye de Fraumünster, dernière résidence de Katharina von Zimmern, est restée en usage jusqu'à un quelques années avant la démolition des bâtiments monastiques. Les lambris sculptés en bois ont été transférés au Musée national suisse de Zurich.

## Monuments
Le 14 mars 2004, un monument en mémoire de Katarina von Zimmern fut inauguré à l'emplacement de l'ancion cloitre du Fraumünster.
En 1923, le Katharinenweg à Zurich-Enge fut nommée d'après Katharina von Zimmern. Depuis 2000, une plaque marque la maison de Neumarkt 13 où elle vivait autrefois,,.